# Idioma alago
Alago (también conocido como arago, aragu, argo e idoma nokwu; ISO 639-3) es una lengua idomoide nigercongolesa del grupo Benue-Congo que se habla en Nigeria.

## Distribución geográfica
Se habla en las regiones de Awe y Lafia del estado de Nasawara.

## Hablantes
En el año 2000 se estimaba que existían unos 35 052 hablantes de este idioma.

## Dialectos
Se distinguen cuatro dialectos:
- Assaikio.
- Agwatashi.
- Doma.
- Keana.

## Usos sociales
En 1929, los misioneros cristianos tradujeron textos bíblicos al alago.
Los hablantes de alago utilizan el hausa como lengua de comercio y para relacionarse con otros pueblos.